# Prouvy
 Prouvy  es una comuna y población de Francia, en la región de Norte-Paso de Calais, departamento de Norte, en el distrito de Valenciennes y cantón de Valenciennes-Sud.
Su población municipal en 2007 era de 2 386 habitantes. Forma parte de la aglomeración urbana de Valenciennes.
Está integrada en la Communauté d'agglomération de Valenciennes Métropole.

## Demografía
| abs. | 551 | 466 | 616 | 662 | 677 | 682 | 760 | 805 | 801 | 815 | 729 | 771 | 901 | 839 | 903 | 1 105 | 1 167 | 1 177 | 1 237 | 1 1 | 1 262 | 1 350 | 1 466 | 1 303 | 1 817 | 1 976 | 2 235 | 2 168 | 2 133 | 2 474 | 2 375 | 2 386 |
| Para los censos de 1962 a 1999 la población legal corresponde a la población sin duplicidades (Fuente: INSEE [Consultar]) |     |     |     |     |     |     |     |     |     |     |     |     |     |     |     |       |       |       |       |     |       |       |       |       |       |       |       |       |       |       |       |       |